# Lila Downs
Pour les articles homonymes, voir Downs.
Lila Downs, née le 9 septembre 1968,, à Tlaxiaco, Oaxaca, est une chanteuse mexicaine. Elle chante ses propres compositions en mixtèque, en zapotèque, en maya et en nahuatl, mais aussi en espagnol et en anglais. Après avoir émergé sur la scène latino-américaine dans les années 1990, elle connaît un succès international en 2001 grâce au titre La Línea et l'album Border. Célèbre pour ses chansons mélangeant rock et musique du monde, elle est également renommée pour ses talents de danseuse, les chansons La Cumbia del Mole et Zapata se Queda sont ses deux plus grands succès.

## Biographie
Elle est la fille d'Allen Downs, américain d'origine écossaise, chef opérateur et professeur d'art à Minneapolis et d'une chanteuse mixtèque. Elle a grandi en partie dans l'État de Oaxaca et, à l'adolescence, en Californie. Adulte, elle étudie le chant, la musique et l'ethnologie dans le Minnesota et consacre une thèse aux costumes traditionnels de la région d'Oaxaca. En 1993, elle rencontre le saxophoniste Paul Cohen qui devient son compagnon.
Son premier disque à succès est Border - La Linea, en 2001. Le public américain et européen ne la découvre vraiment que quelques années après, au moment de sa participation à la bande originale du film Frida en 2010.

## Style musical
Lila Downs s'est inspirée de la musique de chanteurs ou musiciens tels que Los Tigres del Norte, Lucha Reyes, Lola Beltrán, José Alfredo Jiménez, Mercedes Sosa, Ángel Aníbal Rosado mais aussi de Ella Fitzgerald, Sarah Vaughan, Billie Holiday, John Coltrane et Miles Davis et du groupe Grateful Dead. C'est également une chanteuse engagée pour la cause des enfants, notamment exploités dans les maquiladoras situées à la frontière entre le Mexique et les États-Unis. Beaucoup de ses chansons parlent de ces pauvres enfants. C'est le cas de La Niña qui raconte la vie d'une petite Mexicaine nommée Rosa Maria.
Ses interprétations personnelles, à la fois ardentes et intériorisées, des standards de la chanson ranchera l'ont rendue célèbre. Ses enregistrements de chants indigènes du Mexique aspirent à lutter contre la disparition de cultures minoritaires. Ses textes personnels parlent de l'émigration aux États-Unis et des mojados, du racisme et de la pauvreté au Mexique. Ses chansons contiennent régulièrement des prises de position en matière de critique sociale et politique. Dans La Patria madrina, une des chansons de l'album Balas y Chocolate sorti en 2015, elle revient sur les enlèvements d'Iguala survenus en septembre 2014 et qui avaient notamment débouché sur la disparition de 43 étudiants mexicains.
Elle a composé une partie de la musique du film Frida consacré à Frida Kahlo, avec un duo avec Caetano Veloso, aux côtés de chansons de Chavela Vargas. Elle a participé au film Fados de Carlos Saura sorti en 2010. Elle a chanté aussi beaucoup de singles comme: Quizás Quizás Quizás, ou Zapata se queda consacré à Emiliano Zapata, héros de la Révolution mexicaine de 1910.

## Discographie
En studio
- La Sandunga, 1999
- Trazos, 1998
- Tree of Life – Árbol de la vida – Yutu tata, 1999
- Border – La Línea, 2001[6].
- Frida (musique du film de Julie Taymor), 2002
- One Blood – Una Sangre, 2004[7]
- La Cantina, 2006
- El alma de Lila Downs (compilation), 2007
- Shake Away, 2008[8]
- Ojo de Culebra, 2008
- Pecados y Milagros, 2011[9]
- Pecados y Milagros (Deluxe Edition), 2012
- Raíz (album collectif avec Niña Pastori et Soledad Pastorutti)
- Canciones pa' Todo el Año (compilation), 2012
- Balas y chocolate, 2015
- Salón, Lágrimas y Deseo, 2017
- Al Chile, 2019
- La Sánchez, 2023

En public
- Azuláo, En vivo con Lila Downs, 1996
- Lila Downs y La Misteriosa en París - Live à Fip, 2010
- Desde Bellas Artes México, 2022

## Filmographie
actrice
- 2005 : The Life and Times of Frida Kahlo : Frida Kahlo (voix) (TV)
- 2013 : Deseo d'Antonio Zavala Kugler